# WP Suspension
WP Suspension est une entreprise autrichienne fondée en 1977, spécialisée dans la fabrication d'équipement pour motocyclettes. Elle produit notamment des suspensions, telles que des fourches ou des amortisseurs.

## Histoire
L'entreprise est créée en 1977 par Wim Peters, sous le nom de White Power Suspension B.V. Elle tire son nom des ressorts hélicoïdaux blancs qui en sont caractéristiques. Dans les 1970 et 1980, la marque acquiert une réputation de très bon équipementier grâce aux succès en sport motocycliste.
Dans les années 1980, White Power fabrique principalement des pièces détachées pour les constructeurs KTM, Husaberg et BMW.
L'entreprise est déclarée insolvable en 1991. White Power se refonde, et change notamment de nom pour devenir WP Suspension. En 1995, elle est acquise par le constructeur KTM.
En 2009, l'entreprise déménage de son ancien siège, à Malden (Pays-Bas), et inaugure son nouveau siège à Munderfing.

## Production
La marque équipe de nombreuses machines chez les constructeurs KTM, BMW, Honda, Triumph, Yamaha ou encore Sherco. 
WP Suspension fabrique, en plus de suspensions, des cadres, des échappements ainsi que des radiateurs.